# Nactus multicarinatus
Nactus multicarinatus är en ödleart som beskrevs av  Günther 1872. Nactus multicarinatus ingår i släktet Nactus och familjen geckoödlor. IUCN kategoriserar arten globalt som livskraftig. Inga underarter finns listade i Catalogue of Life.